# Winand Bock von Pommern
Winand Bock von Pommern (*  1329 in Pommern (Mosel); † 5. Februar 1415 in Trier) war ein deutscher Kanoniker und Domherr in Trier.

## Leben
Winand Bock von Pommern erhielt am 20. Juni 1330 durch den Trierer Erzbischof Balduin von Luxemburg in Pommern an der Mosel ein erzbischöfliches Haus „curtis“ und einen Turm „turri“ zu Lehen, mit der Auflage der baulichen Unterhaltung, des Öffnungsrechts und des Verbots der Afterleihe. Hierzu hatte er einen halben Hof in Brieden, an dem Matthias Walpode Miterbe war und andere Allodialgüter im Kirchspiel von Pommern aufzutragen. Am 31. Juli 1372 wurde Winand B.v.P. unter Papst Gregor XI. zum Domherr von Trier ernannt, allerdings hatte er hierfür die Pfarrkirche in Alt-Bettingen in der Eifel aufzugeben.
Am 9. März 1382 wurde er nach Auseinandersetzungen mit dem Domkapitel in ein Kanonikat investiert (veraltet für eingesetzt), ein Amt, das er bis 1409 innehielt. Vom 30. September 1412 bis zu seinem Tode im Jahre 1415 war er letztlich noch als Kustos in Trier tätig.

## Ehemaliges Burghaus in Pommern
Das ehemalige nahe am Moselufer gelegene Burghaus in Pommern bestand ursprünglich aus einem rechteckigen Wohnturm von 15 × 11 Meter Grundfläche sowie einem Wohnhaus mit einer Grundfläche von 21,5 × 10 Meter. Der Turm bestand aus 4 Etagen und besaß ein stumpfes Pyramidendach. Das Wohnhaus war ursprünglich zweigeschossig, hatte vier zweigeteilte Fenster und einen zur Moselfront zur Hälfte vorspringenden Treppenturm von 4,20 Meter Höhe mit einer Wendeltreppe aus rotem Sandstein. Das Burghaus, zuletzt von der „Leyensche Kellnerei“, auch „Bockturm“ genannt, wurde wegen seiner Lage beim Neubau der Eisenbahnlinie Koblenz-Trier im Jahre 1878 abgerissen.